# 新加坡河

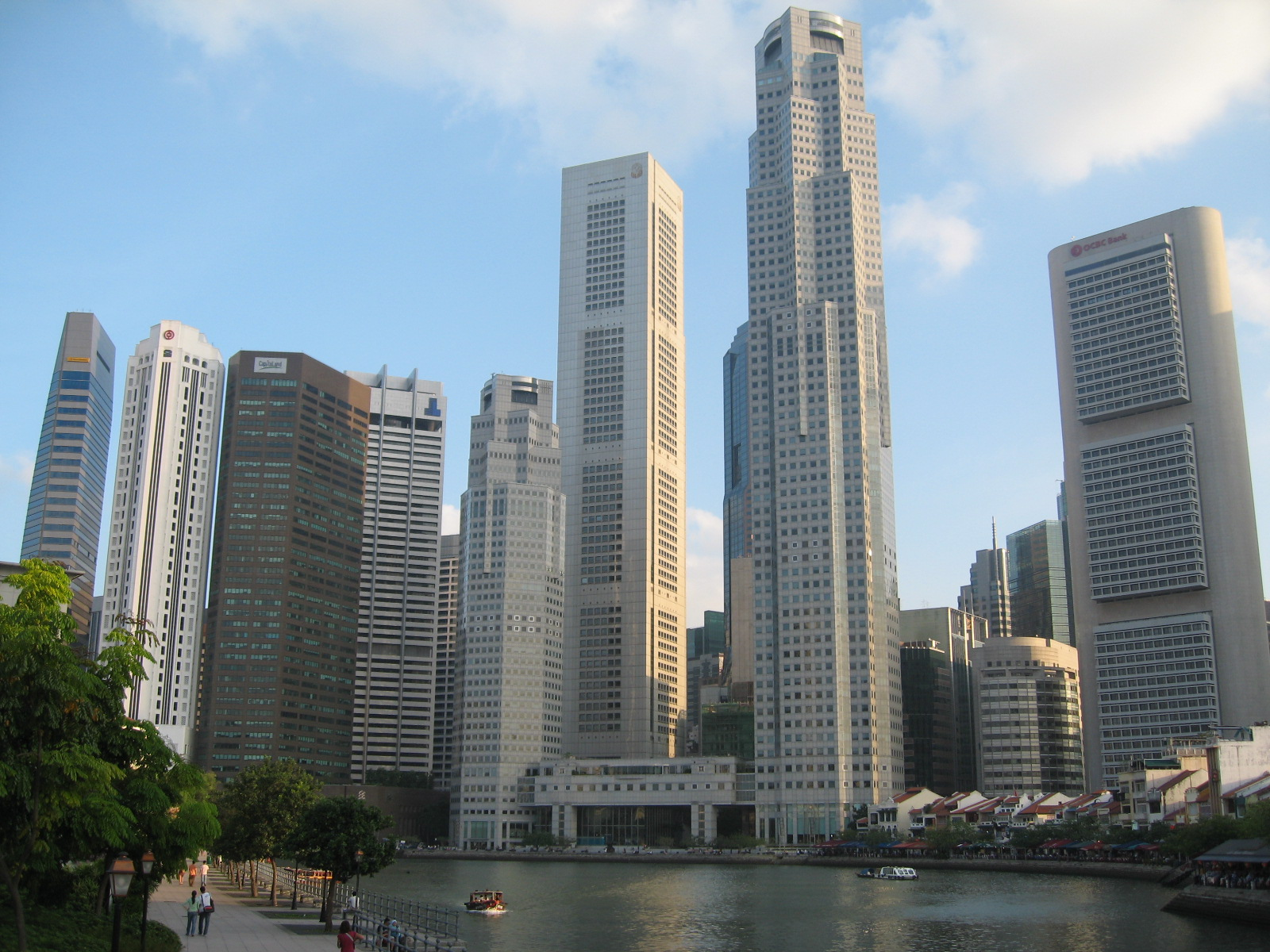
新加坡河近莱佛士坊

新加坡河（英語：Singapore River）是新加坡的主要河流之一，总长约3.2公里。河流从新加坡的中央商业区源起，向南倾入新加坡海峽。自从英国殖民者斯坦福·莱佛士爵士于1819年1月29日在新加坡河口登陆之后，河的两岸就逐渐发展成新加坡的商贸中心的新加坡中區。在莱佛士的免税政策下，设立在河口的商港吸引了远近的商船。商家在河岸建起一排排货仓，而这些极具历史意义的房屋现已受到整修及保护，成为高級餐厅、酒吧和商店等。
現今，小型机动船每日穿梭于新加坡河，载着游客欣赏沿河美景，了解新加坡历史。许多水上活动，如赛龙舟，每年也都会在这里举行。
為增加蓄水容量，新加坡政府在出海口處增加閘門，使其為蓄水池作用。

## 清理活动
从19世纪起，新加坡河频繁的交通量导致河道受到严重的污染。直到1977年，當時之總理李光耀发起了清理新加坡河的运动。一系列的措施，包括發展妥善的排水系统、重新安顿聚居在河道附近的贫民及每日清理堆积在河床的垃圾积极地展开了。十年后，清理河道的计划终于圆满成功。河水的污染程度被控制在安全水準，海洋生物也重返新加坡河。